# براشت بالا
 براشت  دهکده ی کوچکی است از توابع بخش مرکزی شهرستان بستک در غرب استان هرمزگان در جنوب ایران واقع شده‌است.

## اولین ساکن
اولین ساکنان این روستا در سال ۱۳۲۴ از خانواده شیخ های روستای دهمیان به نام شیخ عبدالنور خلیلی بود که بخاطرجنگ جهانی دوم و حمله انگلیس و روسیه به ایران از روستای دهمیان به آنجا کوچ کردند و بعد ها به روستای انوه رفتند و بعد از آن خاندان براشتی ها هم که به دلیل جنگ به آنجا پناه بردند در مزرعه آقای خلیلی مشغول به کار شدند و بعد ها خاندان براشتی ها هم نیز به انوه  
رفتند

## فهرست منابع و مآخذ
- محمد، صدیق «تارخ فارس» صفحه‌های (۵۰ ـ ۵۱ ـ ۵۲ ـ ۵۳)، چاپ سال ۱۹۹۳ میلادی.
- محمدیان، کوخردی، محمد ،  (شهرستان بستک و بخش کوخرد) ، ج۱. چاپ اول، دبی: سال انتشار ۲۰۰۵ میلادی
- اطلس گیتاشناسی استان‌های ایران [Atlas Gitashenasi Ostanhai Iran] (Gitashenasi Province Atlas of Iran)